# Capela de Sant'Ana
A Capela de Sant'Ana, ou Capela de Santana, localiza-se na cidade e no Município de Portalegre, no Distrito de Portalegre, em Portugal.
À entrada da cidade pelo lado lado sul, dista cerca de 400 metros das antigas muralhas do Castelo de Portalegre.

## História
Este templo remonta ao século XVIII, de acordo com a tradição local no lugar onde, no século XVI, existia uma primitiva ermida sob a mesma invocação.

## Caracteríticas
O interior é de uma só nave com Capela-Mor, para a qual se sobem quatro degraus. O pavimento é ladrilhado, e ela possui dois baldaquinos e cortinas vermelhas. Tem um silhar pintado dos finais do século XVIII.
Nas paredes há painéis sobre tela emoldurados em talha dourada que representam:
- Apresentação da Nossa Senhora no Templo
- Adoração dos Pastores
- Nascimento da Virgem
- Morte de Santa Ana
- Virgem aprendendo a ler
- Sagrada Família

Dos dois lustres que existiam, resta apenas um.
A torre ergue-se sobre três arcos redondos, e é rematada por uma cúpula cónica entre quatro pináculos e dois olhais de cantaria.
Da calçada feita em 1852 já nada existe.